# Salicilat d'isoamil
El salicilat d'isoamil és l'èster que resulta de la condensació de l'àcid salicílic amb alcohol isoamílic. És un líquid oliós i incolor que fa odor d'espècies agredolç, reminiscent de maduixes o d'òrquidies. És poc soluble en aigua però soluble en alcohols. Es fa servir per perfumar productes cosmètics. És naturalment present en tabac, raïm, te negre i rom.